# Хедвиг Хофер
Вижте пояснителната страница за други личности с името Хофер.
Хедвиг Хофер Шаксел (на немски: Hedwig Hoffer-Schaxel, по баща Хедвиг Шулман) е австрийска психоаналитичка.

## Биография
Родена е през 1888 година в Мюнхен, Германия, в семейството на Алберт Шулман и Ернестине Рау. Преминава курс за учители и се омъжва за професора от Йена Юлиус Шаксел. Започва обучителна анализа с Ана Фройд през 1924 г. На следващата година става асоцииран член на Виенското психоаналитично общество, а две години по-късно пълноправен член и обучаващ аналитик. Участва в детската градина Баумгартен направена от Зигфрид Бернфелд. Там среща бъдещия си съпруг Вили Хофер, за когото се омъжва през 1933 г. След аншлуса на Австрия с Германия тя и съпругът и заминават за Лондон, където стават членове на Британското психоаналитично общество. Участва в Спорните дискусии на обществото и заема страната на Ана Фройд.
Умира на 3 септември 1961 година в Лондон на 73-годишна възраст.